# Tezontle

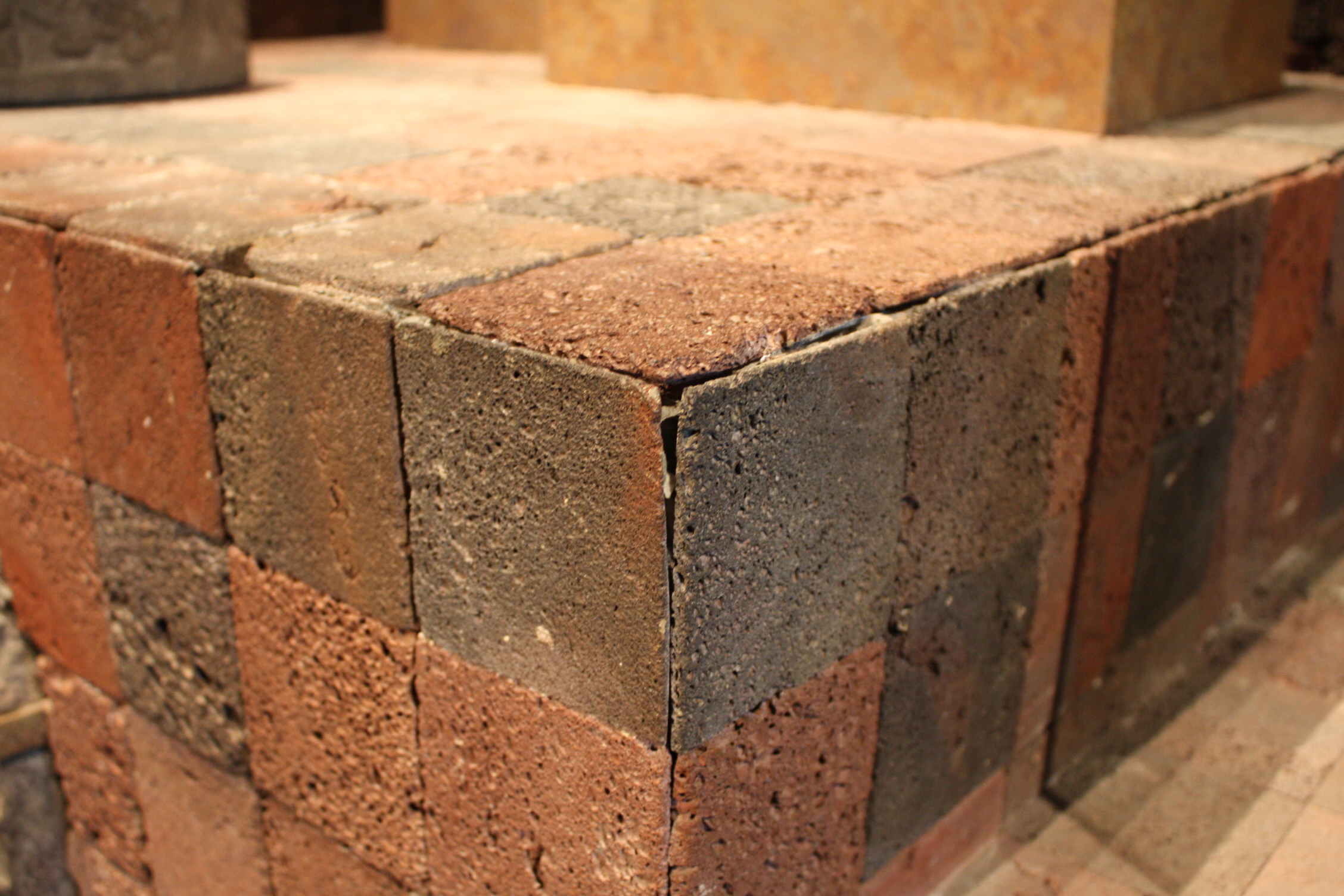
Tezontle

Tezontle är en porös, starkt oxiderad vulkanisk bergart. Den används ofta i konstruktion och fasadbyggnad i Mexiko. Stenarna är ofta rödaktiga eftersom de innehåller ett högt värde av järnoxid men kan även vara gråsvarta.